# Administratorzy gorzowscy
Administratorzy gorzowscy – ordynariusze i biskupi pomocniczy Administracji Apostolskiej Kamieńskiej, Lubuskiej i Prałatury Pilskiej z siedzibą w Gorzowie Wielkopolskim.

## Ordynariusze
- 1945–1951: Edmund Nowicki (administrator apostolski)
- 1951–1952: Tadeusz Załuczkowski (wikariusz kapitulny)
- 1952–1956: Zygmunt Szelążek (wikariusz kapitulny)
- 1956–1958: Teodor Bensch (wikariusz kapitulny)
- 1958: Józef Michalski (wikariusz kapitulny)
- 1958–1972: Wilhelm Pluta (wikariusz kapitulny)

## Biskupi pomocniczy
- 1960–1972: Ignacy Jeż
- 1967–1972: Jerzy Stroba